# 11059 Нулліусінверба
11059 Нулліусінверба (11059 Nulliusinverba) — астероїд головного поясу, відкритий 4 вересня 1991 року.
Тіссеранів параметр щодо Юпітера — 3,358.